# Streblotrichum convolutum
Streblotrichum convolutum là một loài Rêu trong họ Pottiaceae. Loài này được (Hedw.) P. Beauv. mô tả khoa học năm 1805.

## Hình ảnh

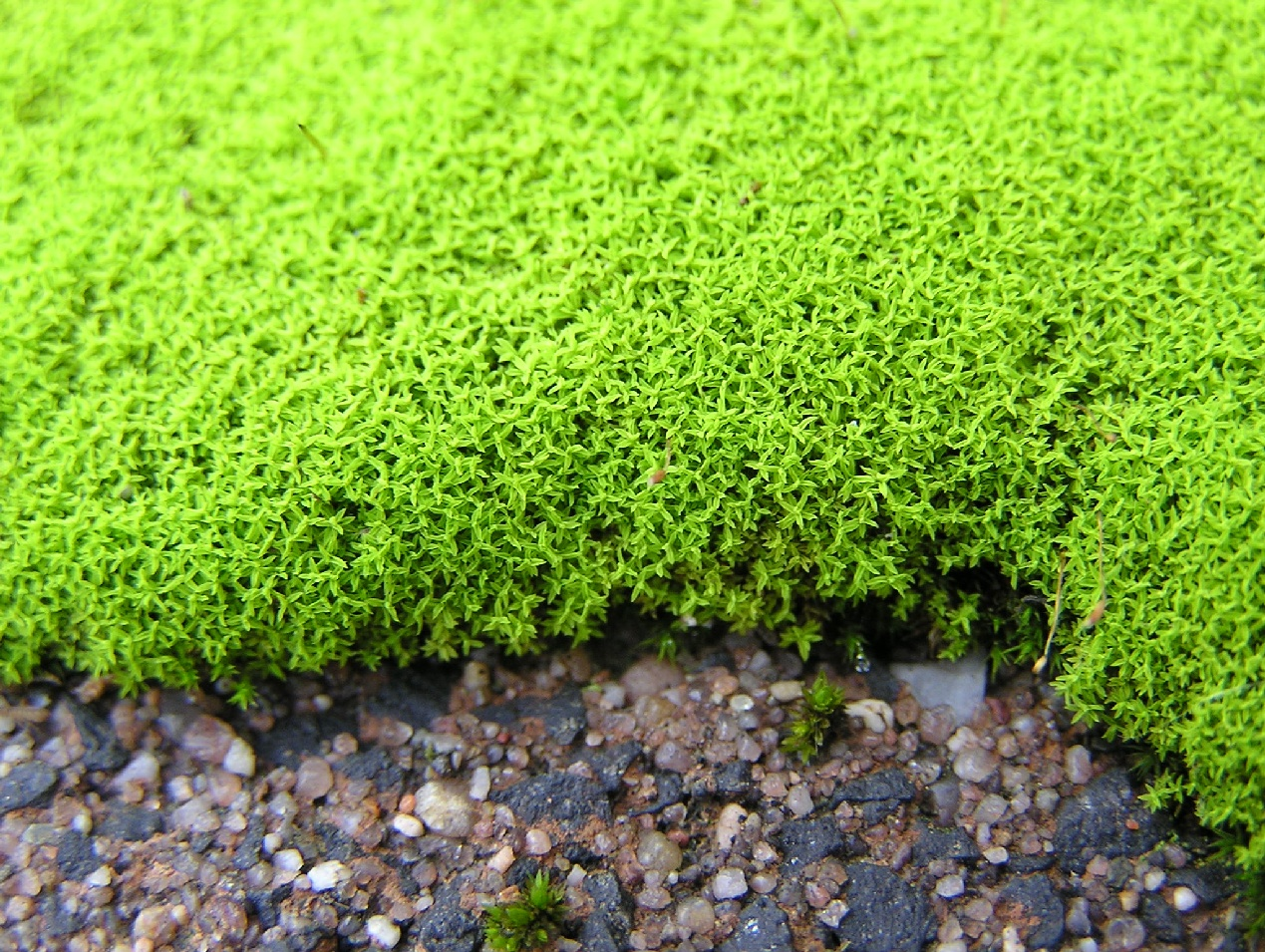
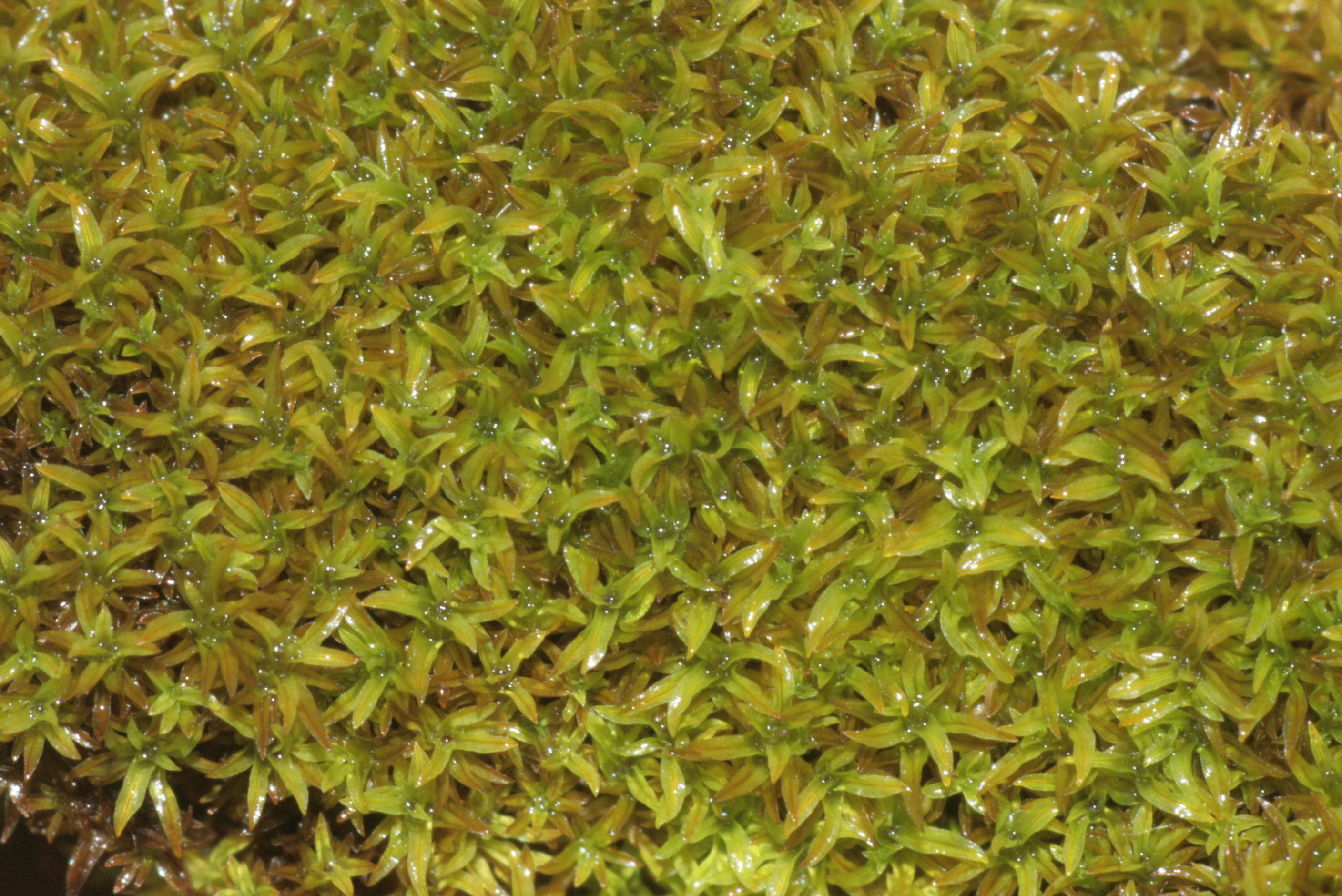
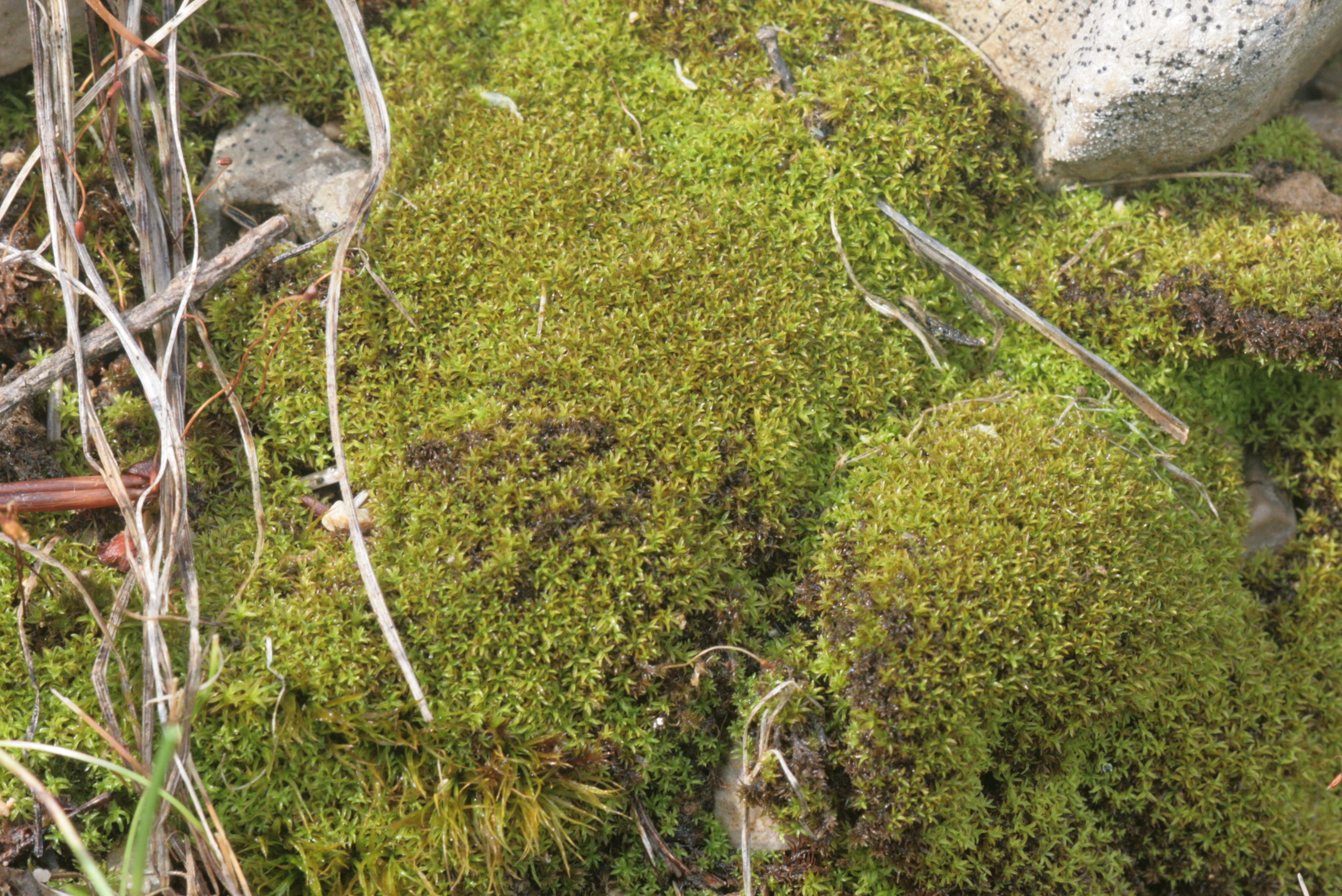
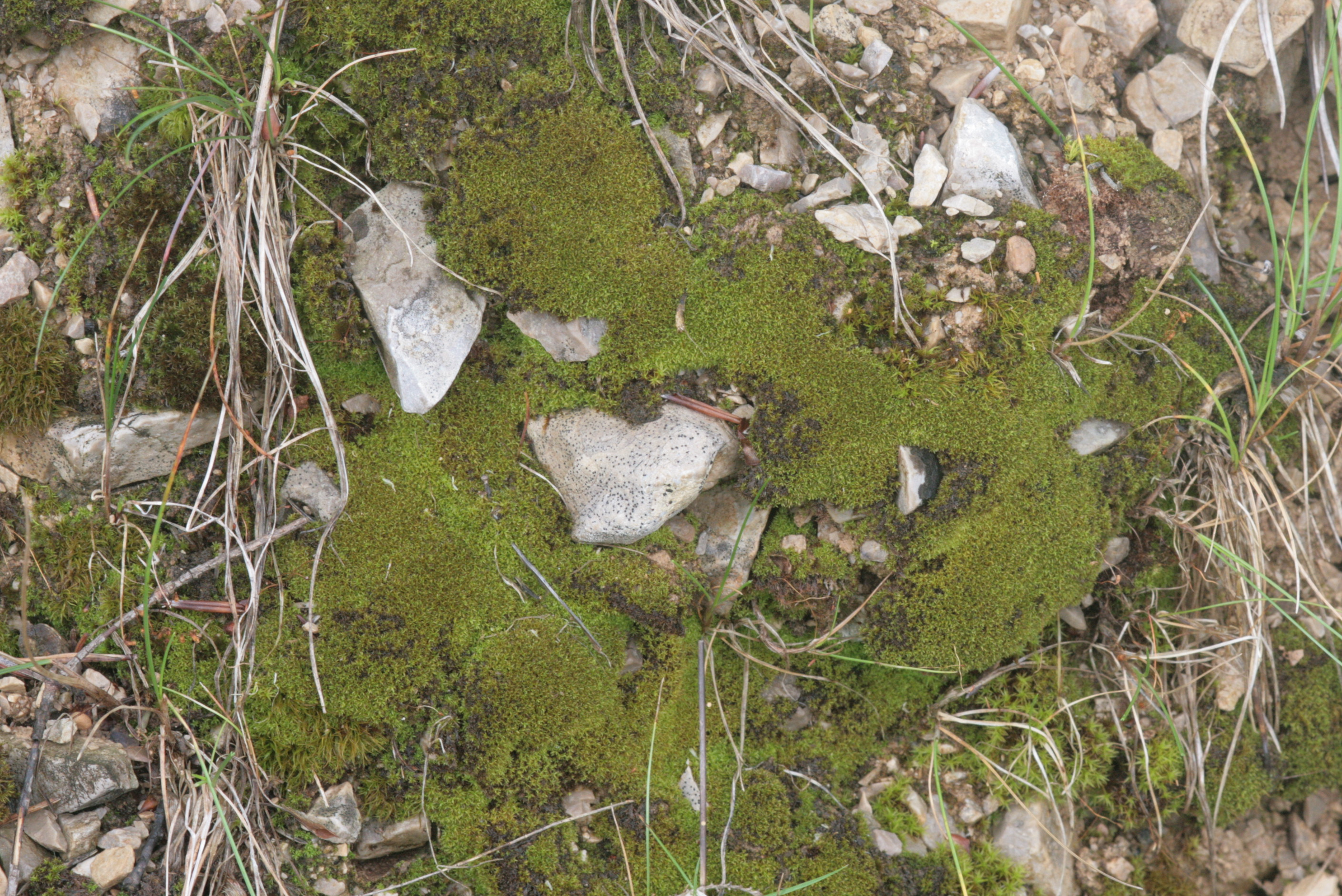